# Pseudophysocephala nigrita
Pseudophysocephala nigrita är en tvåvingeart som beskrevs av Camras 1962. Pseudophysocephala nigrita ingår i släktet Pseudophysocephala och familjen stekelflugor.
Artens utbredningsområde är Sierra Leone. Inga underarter finns listade i Catalogue of Life.